# 伍德街站
伍德街站（英語：Wood Street railway station）是伦敦地上铁李河谷線清福德支线的一座车站，位于倫敦的沃爾瑟姆森林區，属于第4收费区。本站名稱來源於附近的沃尔瑟姆斯托伍德街。

## 歷史
1873年，本站開通，為大東部鐵路的一部分
。1923年开始被倫敦和東北部鐵路管理。1948年，車站被國有化。因電氣化工程需要，機車庫在1960年初被關閉。1960年11月12日，本站電氣化工程結束。1968年5月5日，本站貨運業務停止辦理。2015年，本站被倫敦地上鐵接管。

## 列車服務
非高峰期：
- 至清福德站，每小時4班
- 經哈克尼站至利物浦街站，每小時4班

## 其他
大衛·貝克漢姆年輕時曾經常在本站附近的霍洛池塘邊踢球，并多次在本站乘車。